# C3orf38
C3orf38 (англ. Chromosome 3 open reading frame 38) – білок, який кодується однойменним геном, розташованим у людей на 3-й хромосомі. Довжина поліпептидного ланцюга білка становить 329 амінокислот, а молекулярна маса — 37 541.
| 10         |  | 20         |  | 30         |  | 40         |  | 50         |
| ---------- |  | ---------- |  | ---------- |  | ---------- |  | ---------- |
| MEMSGLSFSE |  | MEGCRNLLGL |  | LDNDEIMALC |  | DTVTNRLVQP |  | QDRQDAVHAI |
| LAYSQSAEEL |  | LRRRKVHREV |  | IFKYLATQGI |  | VIPPATEKHN |  | LIQHAKDYWQ |
| KQPQLKLKET |  | PEPVTKTEDI |  | HLFQQQVKED |  | KKAEKVDFRR |  | LGEEFCHWFF |
| GLLNSQNPFL |  | GPPQDEWGPQ |  | HFWHDVKLRF |  | YYNTSEQNVM |  | DYHGAEIVSL |
| RLLSLVKEEF |  | LFLSPNLDSH |  | GLKCASSPHG |  | LVMVGVAGTV |  | HRGNTCLGIF |
| EQIFGLIRCP |  | FVENTWKIKF |  | INLKIMGESS |  | LAPGTLPKPS |  | VKFEQSDLEA |
| FYNVITVCGT |  | NEVRHNVKQA |  | SDSGTGDQV  |  |            |  |            |

A: Аланін

C: Цистеїн

D: Аспарагінова кислота

E: Глутамінова кислота

F: Фенілаланін

G: Гліцин

H: Гістидин

I: Ізолейцин

K: Лізин

L: Лейцин

M: Метіонін

N: Аспарагін

P: Пролін

Q: Глутамін

R: Аргінін

S: Серин

T: Треонін

V: Валін

W: Триптофан

Задіяний у таких біологічних процесах, як апоптоз, ацетилювання, альтернативний сплайсинг. 